# Římskokatolická farnost Hrušovany u Litoměřic
Římskokatolická farnost Hrušovany u Litoměřic (lat. Hruschovana) je církevní správní jednotka sdružující římské katolíky na území místní části Hrušovany a v jejím okolí. Organizačně spadá do litoměřického vikariátu, který je jedním z 10 vikariátů litoměřické diecéze. Centrem farnosti je kostel Narození Panny Marie v Hrušovanech.

## Historie farnosti
První zmínka o farní lokalitě pochází z roku 1253. Tzv. stará farnost pochází z roku 1400. Matriky byly vedeny od roku 1686. Farnost byla nově zřízena roku 1901.

### Duchovní správcové vedoucí farnost
Začátek působnosti jmenovaného v duchovní správě farnosti od roku:
- 1793 exposit. Anton. Polensky
- 1800 cap. expos. Ioan. Güsmann
- 1803 cap. exposit Ferd. Conrad † 24. 2. 1806
- 1806 cap. expos. Anton. John
- 1810 cap. expos. Laurent. Simon
- 1817 cap. expos. Carol. Tschernikl, n. 22. 5. 1784 Slatinice, o. 31. 8. 1807
- 1830 cap. expos. Joan. Jarsch, n. 7. 11. 1787 Hoštka, o. 29. 8. 1812
- 1832 cap. expos. Jos. Fiala, n. 28. 3. 1763 Budinens. o. 27. 12. 1814
- 1834 cap. exposit. Jos. Kulhanek, n. 16. 2. 1791 D. Ročov, o. 17. 8. 1814, † 24. 12. 1838
- 1840 cap. expos. Wenc. Gallina, n. 12. 11. 1793 Koslens. o. 23. 8. 1818
- 1844 cap. expos. Jos. Baume, n. 8. 3. 1802 Bohnaens., o. 28. 9. 1832
- 1857 cap. expos. Daniel. Miersch, n. 30. 9. 1815 Ervěnice, o. 29. 7. 1842
- 1863 cap. exposit. Jos. Preiss, n. 24. 12. 1830 Kuttowenka, o. 25. 7. 1854, † 14. 4. 1904
- 1876 cap. exposit. Jos. Passig, n. 13. 12. 1843 Buschullersdorf, o. 15. 7. 1868, † 4. 5. 1925
- 1884 cap. exposit. Franc. Reymann, n. 17. 1. 1845 Třeboutice, o. 23. 7. 1870, † 23. 11. 1916
- 1888 cap. exposit. Wenc. Fišer, n. 19. 12. 1851 Pertovice, o. 19. 7. 1879, † 23. 5. 1900
- 1891 cap. exposit. Car. Reiter, n. 8. 6. 1859 Mn. Hradiště, o. 24. 8. 1882, † 30. 12. 1932
- 1894 cap. exposit. Jos. Fiedler, n. 19. 10. 1861 Popovice, o. 16. 5. 1886, † 24. 5. 1932
  - 1911-1915 Antonín Grohmann, kaplan
- 1933 Anton Gürlich, n. 7. 6. 1883 Mimoň, o. 14. 7. 1907, † 16. 12. 1942
- 1941 Max. Völkl, n. 16. 1. 1906 Holtschitz, o. 29. 6. 1931
- 1. 7. 1946 František Janiš
- 1. 10. 1948 Michael Raab
- 1. 10. 1950 František Krutílek
- 1. 11. 1952 František Kobr
- 1. 7. 1954 Ladislav Vybíral
- 19. 3. 1959 Jaroslav Novosad
- 1. 6. 1963 Antonín Pospíšil
- 1. 10. 1963 František Kocman
- 1. 6. 1977 Radim Hložánka, administrátor excurrendo
- 15. 1. 1982 Ferdinand Plhal SDB
- 1992–2010 Miroslav Šantin, admin. in materialibus
- 1. 8. 2010 Anselm Pavel Kříž O.Praem., administrátor excurrendo ze Štětí[3]

Kromě kněží stojících v čele farnosti, působili ve farnosti v průběhu její historie i jiní kněží. Většinou pracovali jako farní vikáři, kaplani, katecheté, výpomocní duchovní aj.

## Území farnosti
Do farnosti náleží území těchto obcí:
- Hrušovany (Hruschowan[p 2])
- Encovany (Enzowan[p 2])
- Jištěrpy (Giessdorf[p 2])
- Libínky (Libenken[p 2])
- Polepy (Polepp[p 2])
- Svařenice (Schwarzenitz[p 2])
- Trnová (Trnowey[p 2])
- Třebutičky (Trebuschka[p 2])
- Vrutice (Webrutz[p 2])

## Římskokatolické sakrální stavby na území farnosti
| | Fotografie | Stavba                         | Místo                    | Bohoslužby                      | Zeměpisné souřadnice             | Status       | Číslo kulturní památky           |
| Kostel | Kostel     | Kostel                         | Kostel                   | Kostel                          | Kostel                           | Kostel       | Kostel                           |
| --- | ---------- | ------------------------------ | ------------------------ | ------------------------------- | -------------------------------- | ------------ | -------------------------------- |
| 1. |            | Kostel Narození Panny Marie    | Hrušovany                | bližší informace o bohoslužbách | 50°31′7″ s. š., 14°16′50″ v. d.  | farní kostel | 19750/5-2232 (Pk•MIS•Sez•Obr•WD) |
| Kaple |            |                                |                          |                                 |                                  |              |                                  |
| 2. |            | Kaple sv. Václava              | Hrušovany, vrch Prachová | bližší informace o bohoslužbách | 50°31′36″ s. š., 14°16′15″ v. d. | kaple        | 21306/5-2233 (Pk•MIS•Sez•Obr•WD) |
| 3. |            | Kaple Andělů Strážných         | Encovany                 | bližší informace o bohoslužbách | 50°31′43″ s. š., 14°14′56″ v. d. | obecní kaple | 28844/5-2022 (Pk•MIS•Sez•Obr•WD) |
| 4. |            | Kaple sv. Kiliána              | Jištěrpy                 | bližší informace o bohoslužbách | 50°32′18″ s. š., 14°17′18″ v. d. | obecní kaple | 15767/5-2070 (Pk•MIS•Sez•Obr•WD) |
| 5. |            | Kaple                          | Libínky                  | bližší informace o bohoslužbách | 50°31′45″ s. š., 14°17′7″ v. d.  | obecní kaple | 33658/5-2126 (Pk•MIS•Sez•Obr•WD) |
| 6. |            | Kaple Apoštolů                 | Polepy                   | bližší informace o bohoslužbách | 50°30′16″ s. š., 14°15′54″ v. d. | obecní kaple | 34365/5-2230 (Pk•MIS•Sez•Obr•WD) |
| 7. |            | Kaple sv. Václava a Martina    | Svařenice                | bližší informace o bohoslužbách | 50°30′ s. š., 14°18′0″ v. d.     | obecní kaple | 42320/5-2326 (Pk•MIS•Sez•Obr•WD) |
| 8. |            | Kaple                          | Trnová                   | bližší informace o bohoslužbách | 50°31′42″ s. š., 14°16′48″ v. d. | obecní kaple | —                                |
| 9. |            | Kaple                          | Třebutičky               | bližší informace o bohoslužbách | 50°32′26″ s. š., 14°15′22″ v. d. | obecní kaple | —                                |
| 10. |            | Kaple sv. Antonína Paduánského | Vrutice                  | bližší informace o bohoslužbách | 50°30′7″ s. š., 14°17′25″ v. d.  | obecní kaple | 102271 (Pk•MIS•Sez•Obr•WD)       |
| Některé drobné sakrální stavby a pamětihodnosti lze dohledat zde v databázi Drobné sakrální památky Zaniklé sakrální stavby lze dohledat zde v databázi Poškozené a zničené kostely, kaple a synagogy v České republice |            |                                |                          |                                 |                                  |              |                                  |

Ve farnosti se mohou nacházet i další drobné sakrální stavby, místa římskokatolického kultu a pamětihodnosti, které neobsahuje tato tabulka.

## Příslušnost k farnímu obvodu
Z důvodu efektivity duchovní správy byl vytvořen farní obvod (kolatura) farnosti Štětí nad Labem, jehož součástí je i farnost Hrušovany u Litoměřic, která je tak spravována excurrendo.

## Galerie

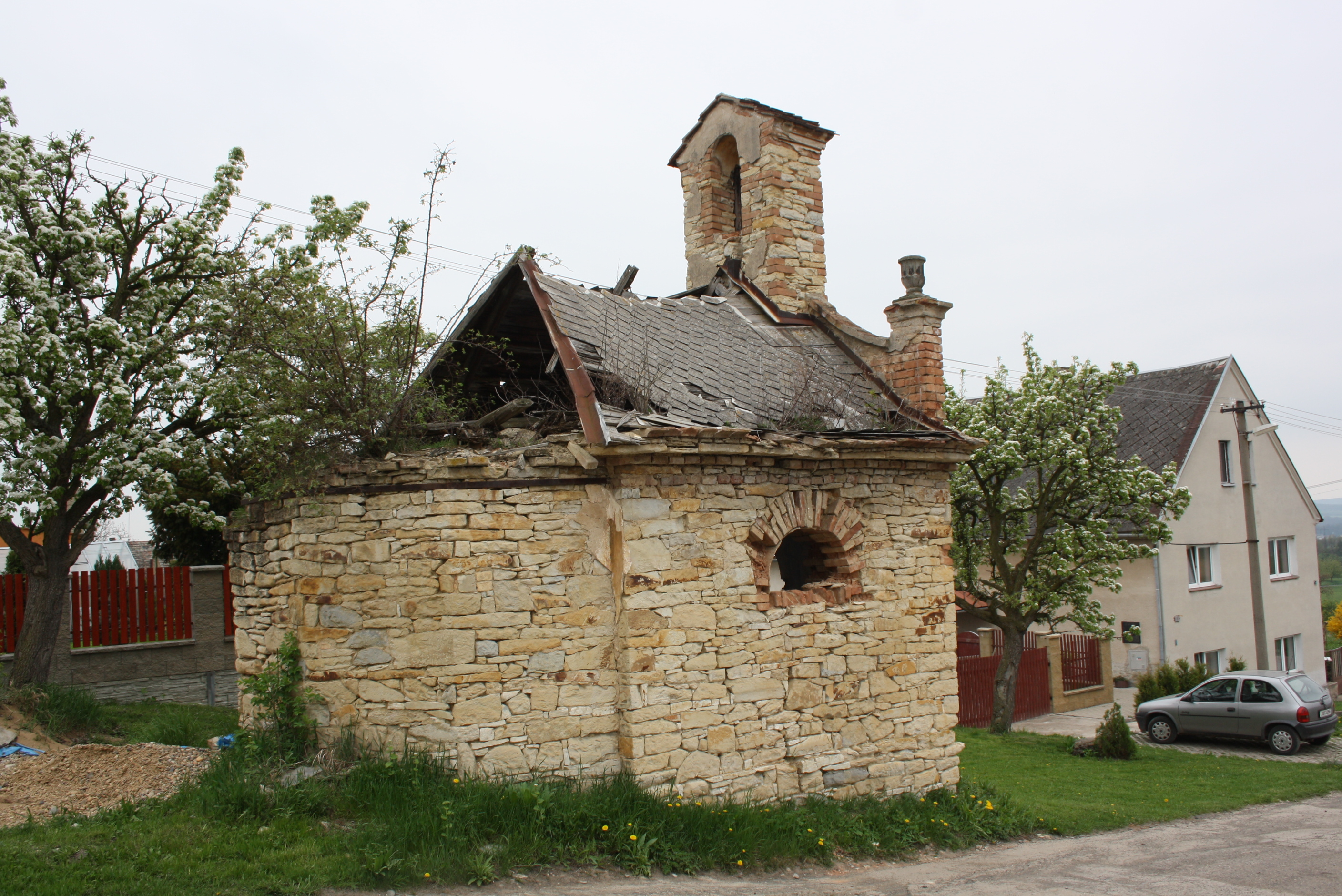
Kaplička se zvoničkou (v roce 2013) v obci Trnová
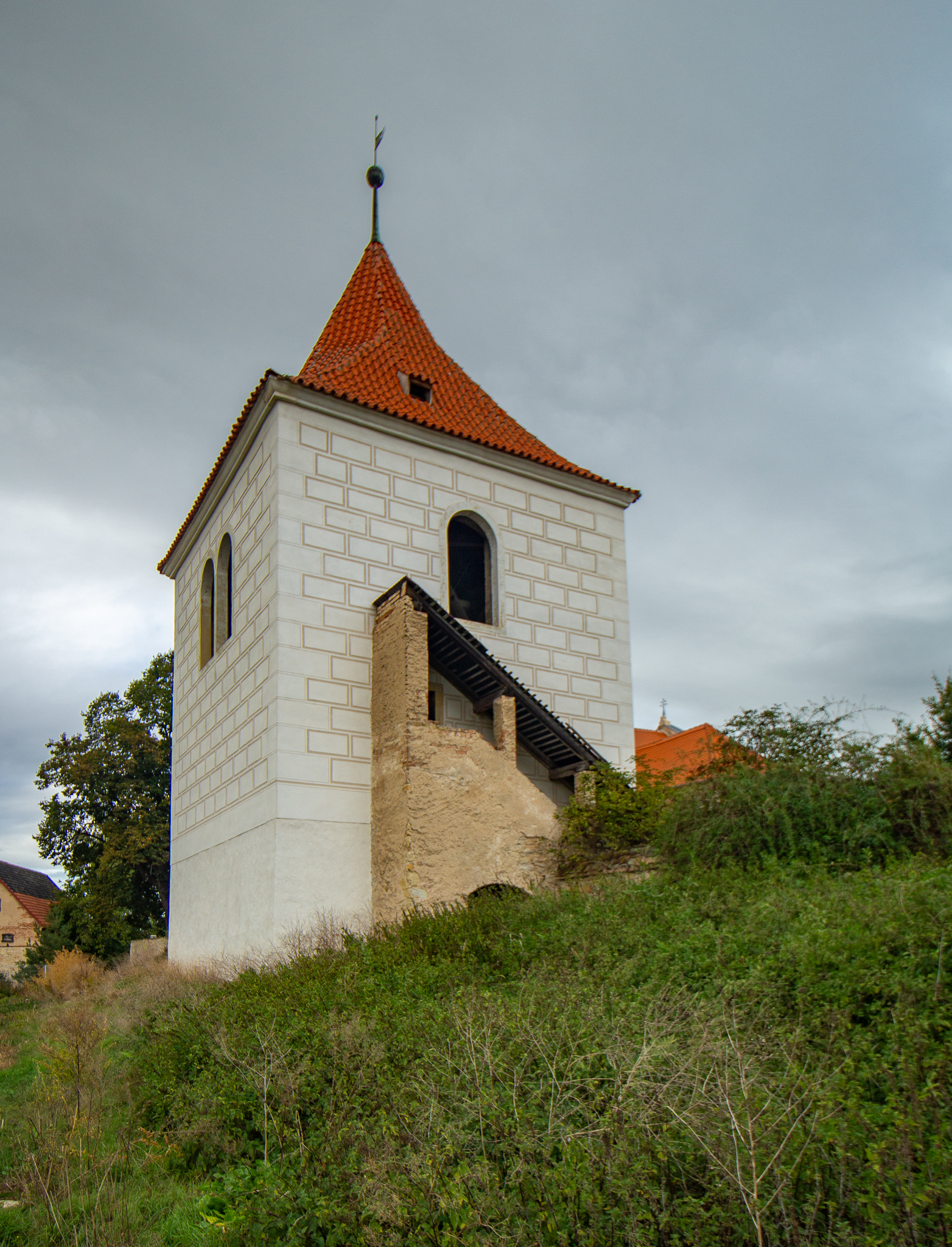
Zvonice u kostela Narození Panny Marie v Hrušovanech
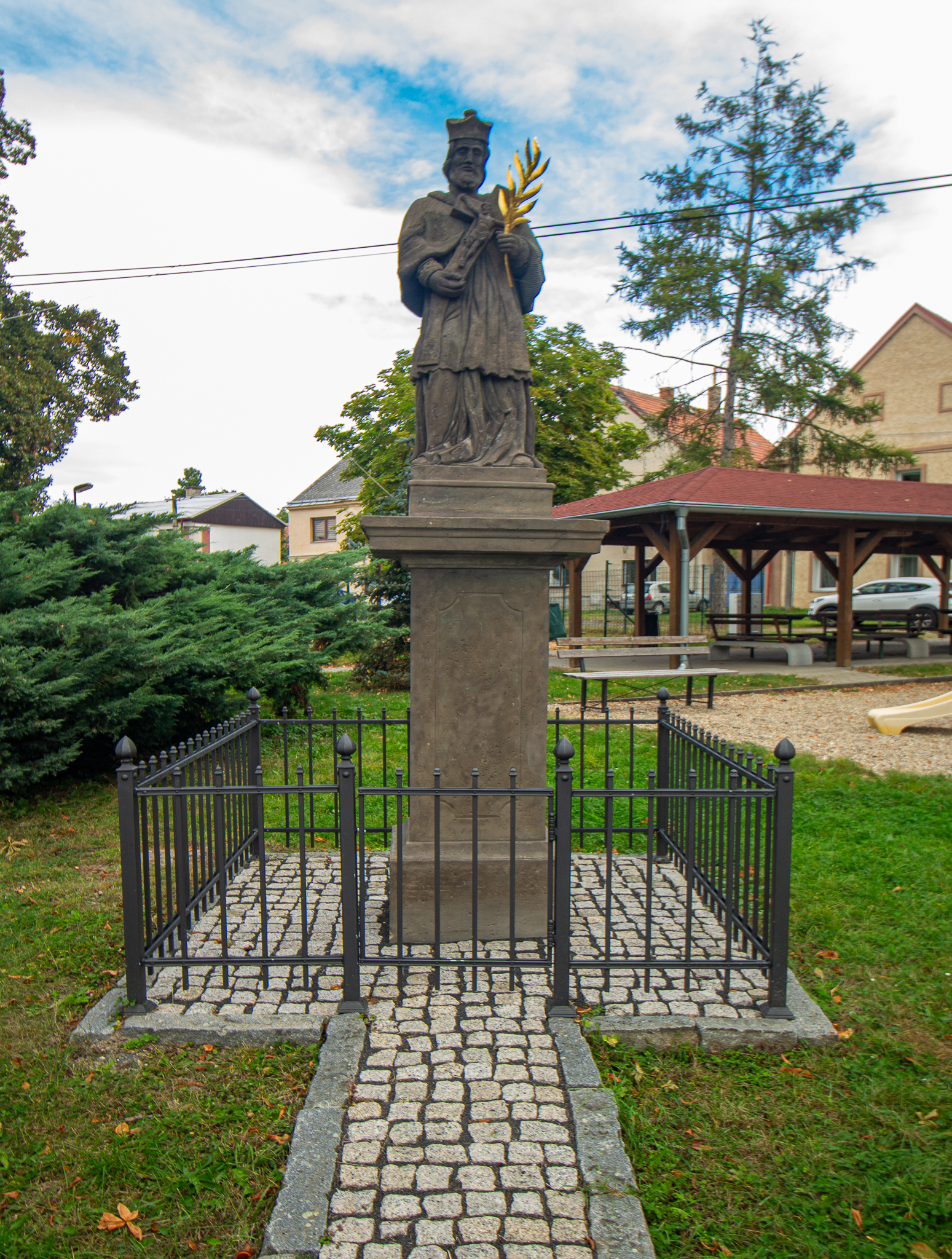
Socha svatého Jana Nepomuckého v Hrušovanech
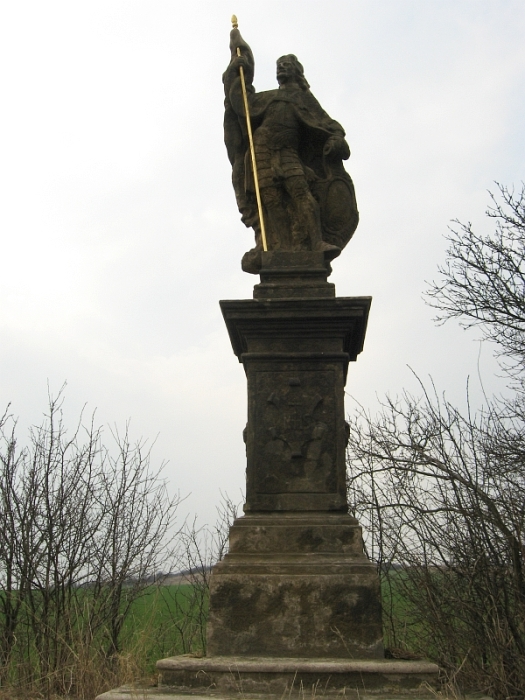
Socha svatého Václava, Jištěrpech
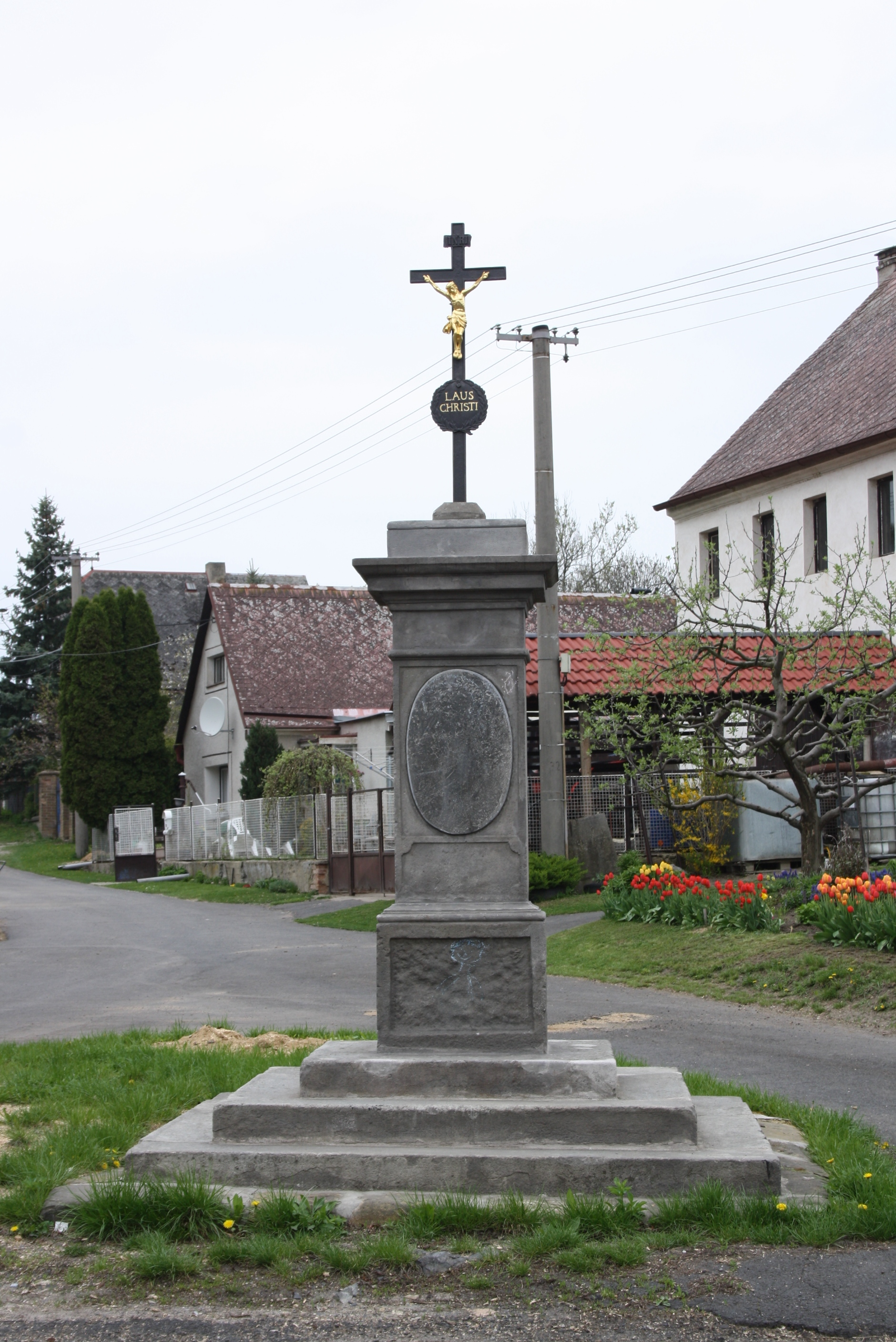
Kříž v Jištěrpech
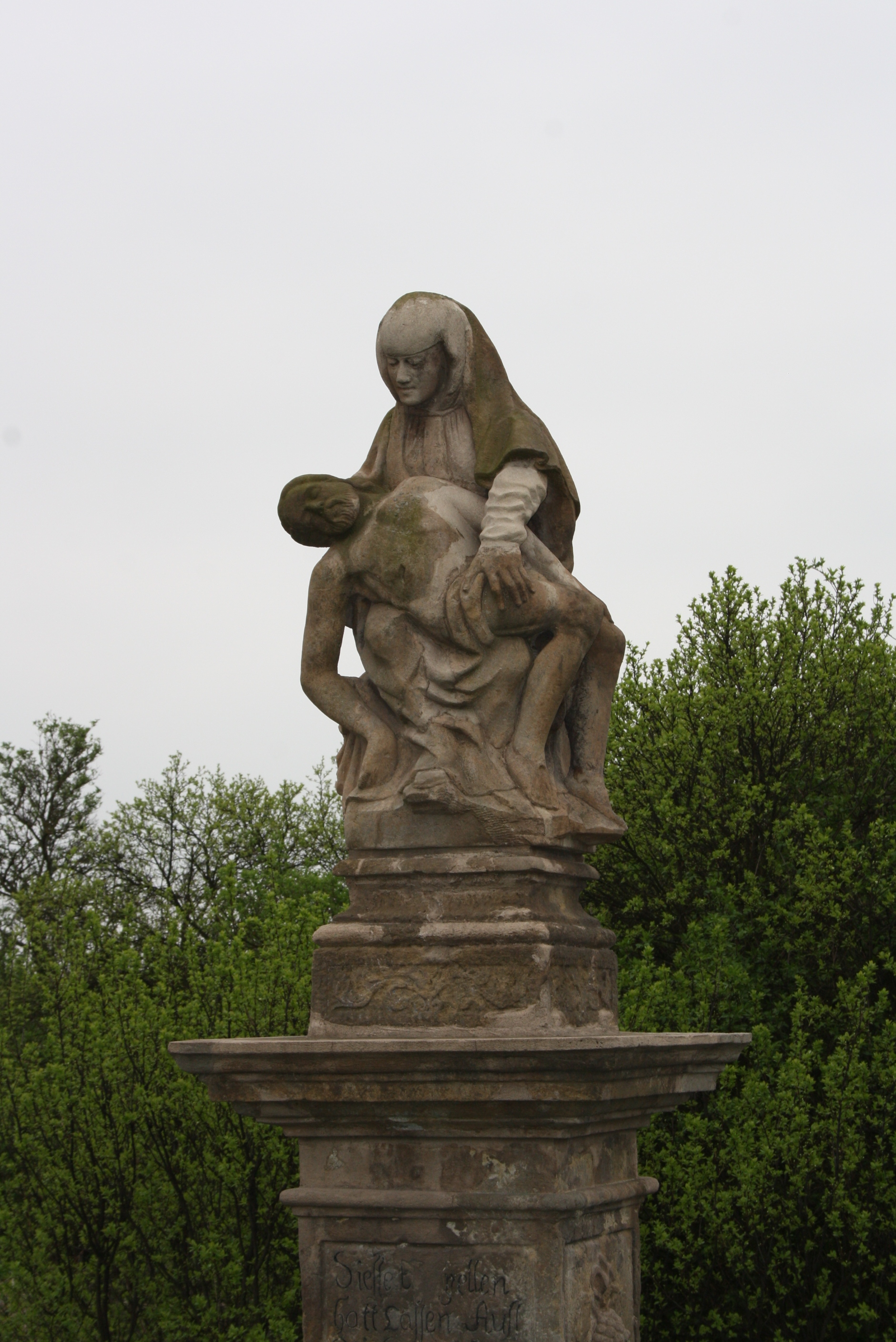
Socha Piety u obce Jištěrpy
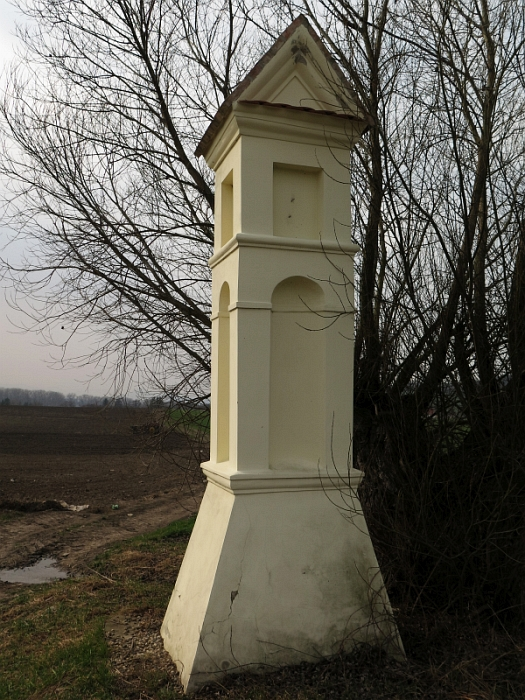
Boží muka, Encovany